# Christian Miniussi
Christian Carlos Miniussi Ventureira (Adrogué, Argentina, 5 de juliol de 1967) és un exjugador professional de tennis argentí.
Va guanyar un títol individual en el circuit professional i cinc més en la modalitat de dobles masculins, que li van permetre als llocs 57 i 37 dels rànquings respectius. En els Jocs Olímpics de Barcelona 1992 va guanyar la medalla de bronze en la modalitat de dobles masculins junt a Javier Frana. Va formar part de l'equip argentí de Copa Davis en diverses ocasions.

## Jocs Olímpics

### Dobles masculins
| Any  | Campionat                         | Parella      | Oponents                     | Resultat    |
| ---- | --------------------------------- | ------------ | ---------------------------- | ----------- |
| 1992 | Jocs Olímpics, Barcelona, Espanya | Javier Frana | Goran Ivanišević Goran Prpić | No disputat |

## Palmarès

### Individual: 2 (1−1)
| Títols per superfície |
| --------------------- |
| Dura (1−0)            |
| Gespa (0−0)           |
| Terra batuda (0−1)    |

| Resultat  | Núm. | Data                   | Torneig           | Superfície   | Oponent         | Marcador          |
| --------- | ---- | ---------------------- | ----------------- | ------------ | --------------- | ----------------- |
| Guanyador | 1.   | 10 de novembre de 1991 | São Paulo, Brasil | Dura         | Jaime Oncins    | 2−6, 6−3, 6−4     |
| Finalista | 1.   | 10 de febrer de 1992   | Maceió, Brasil    | Terra batuda | Tomás Carbonell | 6−7(12), 7−5, 2−6 |

### Dobles masculins: 10 (5−5)
| Títols per superfície |
| --------------------- |
| Dura (0−0)            |
| Gespa (0−0)           |
| Terra batuda (5−5)    |

| Resultat  | Núm. | Data                   | Torneig                    | Superfície   | Parella         | Oponents                              | Marcador      |
| --------- | ---- | ---------------------- | -------------------------- | ------------ | --------------- | ------------------------------------- | ------------- |
| Guanyador | 1.   | 3 de febrer de 1985    | Buenos Aires, Argentina    | Terra batuda | Martín Jaite    | Eduardo Bengoechea Diego Pérez        | 6−4, 6−3      |
| Finalista | 1.   | 27 de setembre de 1987 | Barcelona, Espanya         | Terra batuda | Javier Frana    | Miloslav Mečíř Tomáš Šmíd             | 1−6, 2−6      |
| Finalista | 2.   | 8 de maig de 1988      | Múnic, Alemanya Occidental | Terra batuda | Alberto Mancini | Rick Leach Jim Pugh                   | 1−6, 6−3, 3−6 |
| Guanyador | 2.   | 16 de maig de 1988     | Florència, Itàlia          | Terra batuda | Javier Frana    | Claudio Pistolesi Horst Skoff         | 7−6, 6−4      |
| Finalista | 3.   | 29 de juliol de 1988   | Bordeus, França            | Terra batuda | Diego Nargiso   | Joakim Nyström Claudio Panatta        | 1−6, 4−6      |
| Guanyador | 3.   | 8 d'agost de 1988      | Sent-Vincent, Itàlia       | Terra batuda | Alberto Mancini | Paolo Canè Balázs Taróczy             | 6−4, 5−7, 6−3 |
| Finalista | 4.   | 2 d'octubre de 1988    | Palerm, Itàlia             | Terra batuda | Alberto Mancini | Carlos di Laura Marcelo Filippini     | 3−6, 5−7      |
| Guanyador | 4.   | 24 de setembre de 1989 | Barcelona                  | Terra batuda | Gustavo Luza    | Sergio Casal Tomáš Šmíd               | 7−6, 5−7, 6−3 |
| Finalista | 5.   | 4 d'agost de 1991      | San Marino, San Marino     | Terra batuda | Diego Pérez     | Jordi Arrese Carles Costa             | 3−6, 6−3, 3−6 |
| Guanyador | 5.   | 12 d3 juliol de 1992   | Båstad-Vincent, Suècia     | Terra batuda | Tomàs Carbonell | Christian Bergström Magnus Gustafsson | 6−4, 7−5      |

## Trajectòria

### Individual
| Open d'Austràlia | A   | 1R    | A    | A           | A           | Q2          | 1R    | A   | A   | 0 / 2   | 0 − 2   |
| Roland Garros | 3R  | A     | 1R   | A           | 1R          | 4R          | 1R    | A   | Q1  | 0 / 5   | 5 − 5   |
| Wimbledon | A   | A     | A    | A           | 1R          | A           | 1R    | A   | A   | 0 / 2   | 0 − 2   |
| US Open | A   | A     | A    | A           | A           | A           | 1R    | A   | Q1  | 0 / 1   | 0 − 1   |
| Jocs Olímpics | NC  | NC    | A    | No celebrat | No celebrat | No celebrat | 1R    | NC  | NC  | 0 / 1   | 0 − 1   |
| Total Victòries−Derrotes                                                                                                   | 7−8 | 11−12 | 9−13 | 0−4         | 0−4         | 11−5        | 11−23 | 3−4 | 3−2 | 58 − 82 | 58 − 82 |
| Rànquing a final d'any | 96  | 125   | 179  | 252         | 163         | 83          | 126   | 156 | 229 |         |         |
| Llegenda: G: Guanyador; F: Finalista; SF: Semifinalista; QF: Quarts de final; Q: Qualificació; A: Absent; RR: Round Robin; |     |       |      |             |             |             |       |     |     |         |         |

### Dobles masculins
| Open d'Austràlia | A           | A           | 1R          | A     | A           | A           | 2R          | 2R    | 0 / 3   | 2 − 3   |
| Roland Garros | 1R          | A           | A           | 2R    | 2R          | 2R          | 3R          | 1R    | 0 / 6   | 5 − 6   |
| Wimbledon | A           | A           | A           | A     | A           | 1R          | A           | A     | 0 / 1   | 0 − 1   |
| US Open | A           | A           | A           | A     | A           | 2R          | A           | 1R    | 0 / 2   | 1 − 2   |
| Jocs Olímpics | No celebrat | No celebrat | No celebrat | A     | No celebrat | No celebrat | No celebrat | SF    | 0 / 1   | 3 − 1   |
| Total Victòries−Derrotes                                                                                                   | 5−3         | 5−7         | 14−12       | 24−10 | 9−8         | 8−9         | 12−12       | 19−22 | 97 − 94 | 97 − 94 |
| Rànquing a final d'any | 241         | 186         | 88          | 48    | 106         | 108         | 83          | 104   |         |         |
| Llegenda: G: Guanyador; F: Finalista; SF: Semifinalista; QF: Quarts de final; Q: Qualificació; A: Absent; RR: Round Robin; |             |             |             |       |             |             |             |       |         |         |